# Gunstock Mountain
Gunstock Mountain is met 683 meter de op een na hoogste berg in het Belknap-gebergte in New Hampshire.  